# Чечулина, Мария
Мария Фёдоровна Чечулина (фин. Maria Tschetschulin, Marie Tschetschulin; 31 июля 1852 — 19 сентября 1917) — первая женщина в Финляндии, которая получила право сдать экзамен на аттестат зрелости («студенческий экзамен»); после его успешной сдачи стала первой студенткой университета как в Финляндии, так и во всех странах Северной Европы.
С 1870 по 1873 год училась в Императорском Александровском университете (сейчас — Хельсинкский университет). По семейным обстоятельствам была вынуждена прекратить учёбу, работала делопроизводителем.

## Биография

### Детство
Мария Чечулина родилась 31 июля 1852 года в Хельсинки в семье коммерции советника Фёдора Чечулина, русского торговца и судовладельца, владельца кирпичного завода. Чечулин получил права мещанина в Хельсинки в 1844 году после переезда сюда из Торнио, в 1850-х годах он был также владельцем нескольких пароходов. Чечулин был хорошо известен в Хельсинки также и в связи с сильным взрывом на принадлежавшем ему пороховом складе в декабре 1866 года, в результате которого в городе были выбиты стёкла примерно в 50 тысячах окон. Его супруга, мать Марии Чечулиной, Хильда Акселина Мария Экштейн, была дочерью бывшего армейского офицера шведской армии, в 1830-х годах переехавшего из Стокгольма в Хельсинки и успешно занимавшегося внешней торговлей. Мария училась в немецкой школе для девочек, затем во французской школе для девочек, затем в Гельсингфорсском лицее.
Чтобы поступить в Императорский Александровский университет — единственный действующий в то время на территории Великого княжества Финляндского — требовалось сдать экзамен на аттестат зрелости (так называемый студенческий экзамен), однако у женщин пра́ва его сдавать не было. В январе 1870 года Фёдор Чечулин подал в университет ходатайство, в котором просил сделать для его дочери исключение. По мнению авторов статьи, опубликованной в 2001 году Обществом финской литературы, его ходатайство было обусловлено не только её талантом, но и тем, что в России женщины уже в конце 1850-х годах получили право появляться в университетах как вольнослушательницы (хотя позднее это право и было упразднено). Учёный совет (консистория) университета, состоявший из 12 ординарных профессоров под председательством ректора, рассмотрев ходатайство, его одобрил, при этом было принято решение о предоставлении права поступления в университет не только Чечулиной, но и вообще всем женщинам. По мнению консистории, женщины в университете должны были иметь те же права и обязанности, что и мужчины, — за исключением вопросов организации студенческой жизни за пределами учебного заведения. Канцлер университета (назначавшийся императором) посчитал, однако, иначе и одобрил ходатайство только «в узком смысле», относительно одной Чечулиной.

### Поступление в университет
Обсуждение этого вопроса имело широкий общественный резонанс, поэтому газеты стали писать о Чечулиной уже в начале мая, когда стало известно о полученном ею разрешении сдавать экзамен. Финноязычная хельсинкская газета «Uusi Suometar» в заметке под заголовком «Права для женщин» предполагала, что это разрешение, возможно, связано с предстоящим обсуждением общего вопроса о том, как будет организован доступ женщин в университет. Когда же 18 мая 1870 года Чечулина этот экзамен сдала, её фигура привлекла ещё большее внимание. После экзамена студенты приветствовали её пением и аплодисментами, известие об этом событии быстро распространилось в Хельсинки, Чечулина в одночасье стала всем известной личностью.
В вышедшей на следующий день хельсинкской шведскоязычной газете «Hufvudstadsbladet» было напечатано посвящённое Чечулиной анонимное хвалебное стихотворение, в котором говорилось, что «мужчины и женщины равны для царства духа», а по пути, проложенному «храброй девушкой», вскоре последуют и другие, но «честь первопроходца навсегда останется за ней». О Чечулиной написали многие газеты в Финляндии и других странах Северной Европы, при этом событие подавалось большей частью как весьма неординарный факт, поскольку женщин-студенток до этого не было ни в Финляндии, ни в Скандинавских странах. Хельсинкская «Folkwännen» напечатала сообщение о том, что впервые в Финляндии женщина сдала экзамен на аттестат зрелости, в самом начале первой полосы. «Среди тех, кто прошёл все предписанные процедуры для поступления в университет, имеется, в частности, и женщина — фрёкен Чечулина, — говорилось в газете. — Пусть же её примеру последуют и другие». Выборгская «Wiborgs Tidning» писала, что каждый, кто радуется прогрессу своей страны, должен увидеть огромную значимость произошедшего, поскольку «этот один-единственный экзамен на аттестат зрелости будет служить тысячам мужчин напоминанием о естественных правах женщин». Туркуская «Sanomia Turusta», отметив, что это первый случай, когда женщина стала студентом университета в Финляндии, далее указывала, что этот день навсегда останется в истории финского образования и что теперь преодолён барьер, который мешал финским женщинам стать частью той же цивилизации, что и мужчины. Как писал Сакариас Топелиус в своей «Финляндской хронике», именно «после этого экзамена в головах многих финских девушек возникла мечта о студенческой лире».
Среди тех, кто поздравил Чечулину с поступлением в университет, была и шведская принцесса Ловиса, единственная дочь короля Карла XV, которая за год до этого вышла замуж за датского наследного принца Фредерика VIII и стала датской кронпринцессой (а в будущем — королевой Дании). Однажды в детстве, когда шестилетняя Мария отдыхала летом в Швеции на побережье Скагеррака в небольшом курортном городке Стрёмстад с матерью, она была приглашена к принцессе, которая была почти её ровесницей, в качестве товарища по играм. С тех пор они переписывались; кроме того, Мария бывала в гостях у Ловисы в Стокгольме. Именно после знакомства с принцессой Мария начала изучать латынь.

### Прекращение учёбы
Через год после поступления Марии в университет, в 1871 году, умер её отец, Фёдор Чечулин. Вскоре после его смерти его компания обанкротилась, у Чечулиных возникли финансовые проблемы. Какое-то время рассматривались планы перебраться всей семьёй в Берлин, где младшие дочери могли бы продолжать изучать немецкий язык и заниматься музыкой, однако этому не суждено было сбыться.
В октябре 1873 года Чечулина ушла из университета. Мария была в семье старшей дочерью — и все заботы о семье легли на её плечи. Чтобы содержать мать, бабушку (мать её отца) и троих младших сестёр, Мария начала работать делопроизводителем. С 1889 года она занимала должность бухгалтера-делопроизводителя в крупной судоходной компании Suomen Höyrylaiva Osakeyhtiö (сейчас — Silja Line), отвечая в том числе за переписку с иностранными контрагентами, поскольку в совершенстве говорила на шести языках. Характеризовалась как очень ответственный работник, «настоящее украшение» для своей работы.
Умерла 19 сентября 1917 года в Хельсинки в возрасте 65 лет.
В некрологе, опубликованном в конце сентября в хельсинкском журнале Veckans Krönika, говорилось, что если бы не непредвиденные обстоятельства, Мария Чечулина никогда бы не стала конторским работником, а занималась бы наукой, пытаясь удовлетворить свою жажду знаний. В статье «Первая студентка Финляндии» в октябрьском номере хельсинкского журнала Nutid писательница Констанция Уллнер писала, что «в наши дни, когда так много женщин учится в университете, трудно понять, что было время, когда поступать в университет разрешалось только мужчинам», — и Чечулина стала первой женщиной в стране, получившей это право. Уллнер назвала Чечулину цельной личностью, которая с неизменной смелостью следовала по выбранному пути, и «симпатичном первопроходцем», за которым пошли другие женщины.
Она открыла ворота в королевство знаний для своих соотечественниц.Констанция Уллнер

## Семья
Из трёх младших сестёр Марии Чечулиной наиболее известна Агнес (1859—1942), которая стала профессиональной скрипачкой и выступала с концертами в Европе, а позже занимала должность профессора по классу скрипки в Великобритании. Две другие сестры стали преподавателями: Мелания (1867—1952) — иностранных языков, Евгения (ум. 1942) — музыки. Их мать умерла в глубокой старости в начале 1917 года.
Никто из четырёх сестёр Чечулиных никогда не был замужем.

## Комментарии
1. ↑  В Финляндии сдавшим экзамен на аттестат зрелости выдаётся так называемая «студенческая фуражка[фин.]» (фин. Ylioppilaslakki) — белая с чёрным козырьком и вставкой в виде лиры, окружённой венком.